# Maurice Nass
Maurice Nass ist ein deutscher Amateur-Pokerspieler. Er gewann 2023 ein Bracelet bei der World Series of Poker Europe.

## Pokerkarriere
Seine ersten Geldplatzierungen bei Live-Pokerturnieren erzielte der Hobbyspieler Nass im Jahr 2012 im King’s Resort in Rozvadov. Während der COVID-19-Pandemie kam er Ende August 2020 auf der Onlinepoker-Plattform GGPoker unter seinem Nickname bchlrofcrds beim Double Stack der World Series of Poker Online in die Geldränge. Im November 2023 reiste der Deutsche Unternehmer für das Abschlussevent der World Series of Poker Europe nach Rozvadov. Dort setzte er sich gegen 627 andere Spieler durch und wurde überraschend mit einem Bracelet sowie 60.000 Euro prämiert.
Insgesamt hat sich Nass mit Poker bei Live-Turnieren rund 75.000 US-Dollar erspielt.